# Geraldine Zinat
Geraldine Zinat  (Nizza, Franciaország, 1973. november 25. –) francia–mexikói színésznő és énekesnő.

## Élete és pályafutása
1973. november 25-én született Nizzában. Francia születésű, de mexikói állampolgár. Karrierjét 1994-ben kezdte. 2012-ben szerepelt a Bienvenida realidadban. 2013-ban Francisca Mogollón szerepét játszotta Az örökség című telenovellában. Ugyanebben az évben szerepet kapott a Las trampas del deseo című sorozatban.

## Filmográfia

### Telenovellák
- Los Miserables (2014) .... Sor Milagros
- Dos Lunas (2014) .... Directora del Centro de Detención
- Las trampas del deseo (2013–2014) ... Gema
- Az örökség (La Patrona) (2013) ... Francisca Mogollón de Suárez
- Bienvenida realidad (2011) ... Susana Marín
- Nuestras mejores canciones (2006) ... Geraldine Zinat y Cesar Costa

### Filmek
- Las paredes hablan (2012) ... Esperanza Herran
- From Prada to nada (2011) ... Rece. Bibian Ruiz
- Deseo (2010) ... Francesca Lozano de Pérez
- Vampires: Los Muertos (2002) ... Mesera
- Mexico City  (2000) ... Claire Mallbin
- Al borde (1998) ... Denisse Martínez
- Lost in the Bermuda Triangle (1998) ... Jenny Sykes